# Andreas Pihl
John Erik Andreas Pihl, född 25 februari 1973 i Uppsala, är en svensk före detta professionell ishockeyspelare. Efter att ha spelat fem säsonger med moderklubben Uppsala AIS i Division 1 mellan 1992 och 1997, spelade han två säsonger för seriekonkurrenten Mora IK. Mellan 1999 och 2002 spelade han för Modo Hockey i Elitserien och tog under denna period två SM-silver. Från säsongen 2002/03 spelade han för Linköping HC. 2006/07 lämnade han Linköping för spel utomlands, i den Österrikiska ishockeyligan med EC Red Bulls Salzburg. Pihl vann Österrikiskt guld med Salzburg under sin första, och enda, säsong i klubben och återvände därefter till Linköping. Säsongen 2007/08 tog han sitt tredje SM-silver. Pihl meddelande den 7 juli 2011 att han avslutat sin ishockeykarriär.
Under sin första säsong i Elitserien var han slutspelets poängmässigt bästa back då han noterades för 7 poäng på 13 matcher. Säsongen 2001/02 hade han flest utvisningsminuter i grundserien, medan han säsongen 2009/10 hade flest utvisningsminuter under slutspelet. Pihl är också den spelare i Linköping HC som dragit på sig flest utvisningsminuter  – både i grundserien (648) och slutspelssammanhang (160) – samt har bäst plus/minus-statistik (76) i grundserien, under klubbens säsonger i Elitserien/SHL.
Totalt noterades Pihl för tre landskamper med A-landslaget.

## Karriär

### Klubblagskarriär
Pihl inledde sin karriär som professionell ishockeyspelare säsongen 1992/93 med moderklubben Uppsala AIS i division 1. Han uppnådde sin poängmässigt främsta säsong med klubben 1996/97, vilket också kom att bli Pihls sista säsong med Uppsala. På 32 matcher noterades han för 23 poäng (12 mål, 11 assist) och vann därmed lagets interna poängliga för backar. Därefter spelade han två säsonger med Uppsalas seriekonkurrent Mora IK. I sin andra säsong med klubben vann han lagets interna poängliga för backar med 16 poäng på 33 matcher (sex mål, tio assist).
Inför säsongen 1999/00 skrev Pihl på för Modo Hockey i Elitserien. Han debuterade i Elitserien den 16 september 1999 i en match mot Färjestad BK. Den 23 oktober samma år gjorde han sitt första Elitseriemål då Modo besegrade AIK 1–4. Under säsongen spelade Pihl samtliga 50 grundseriematcher och noterades för tolv poäng (fem mål, sju assist). Modo slutade sexa i grundserien och i slutspelet slog man ut Frölunda HC och Brynäs IF i kvartsfinal respektive semifinal. I finalserien ställdes man mot seriesegrarna Djurgårdens IF och föll med 0–3 i matcher. Med sju poäng på 13 matcher var Pihl slutspelets poängmässigt bästa back. Säsongen därpå sjönk Pihls poängproduktion då han stod för fem poäng (ett mål, fyra assist) på 48 matcher. Trots detta förlängde klubben hans kontrakt med ytterligare ett år i februari 2001. Säsongen 2001/02 kom att bli Pihls sista i Modo. Laget slutade tvåa i grundserien och i slutspelet slog man ut både Luleå HF och Frölunda HC. I finalserien föll man, återigen, med 0–3 i matcher, denna gång mot seriesegraren Färjestad BK. Pihl tog därmed sitt andra SM-silver. I grundserien drog han på sig flest utvisningsminuter (113). Den 8 april 2002 meddelade Linköping HC att Pihl skrivit på ett tvåårskontrakt med klubben. Säsongen 2003/04 var han med och tog Linköping till klubbens första SM-slutspel. Väl där föll man dock mot Timrå IK i kvartsfinalserien med 4–1 i matcher. Under säsongen förlängde han sitt kontrakt med Linköping med ytterligare två år. Säsongen 2005/06 slutade han tvåa i Elitseriens utvisningsliga (146 min) bakom Mora IK:s Ross Lupaschuk. Efter säsongens slut lämnade Pihl LHC för spel med EC Red Bull Salzburg i den Österrikiska ishockeyligan. I Salzburg tog han ett Österrikiskt guld och lämnade klubben efter endast en säsong.
I april 2007 meddelades det att Pihl återvänt till Linköping HC. Linköping slutade tvåa i grundserien och slog ut Djurgårdens IF i kvartsfinalserien. I semifinalserien ställdes man mot Färjestad BK och i den fjärde matchen åkte Pihl på ett matchstraff sedan han svingat sin klubba i huvudet på motståndaren Mikael Johansson. Laget tog sig därefter till SM-final – Pihl missade dock hela finalserien då han blev avstängd från spel av disciplinnämnden i totalt åtta matcher. Linköping förlorade finalserien mot HV71 och Pihl tilldelades sitt tredje SM-silver. Den efterföljande säsongen var hans poängmässigt bästa i Elitserien. Han stod för 13 poäng på 49 matcher (5 mål, 8 assist). I juni 2009 förlängde han kontraktet med LHC med ytterligare två år. De efterföljande två säsongerna kom att bli Pihls sista. 2009/10 drog han på sig flest utvisningsminuter i slutspelet (32). I början av juli 2011 meddelade han att han avslutat sin ishockeykarriär sedan han inte erbjudits något nytt kontrakt av Linköping.

### Landslagskarriär
Pihl blev i december 2005 uttagen att spela sina första A-landskamper. Han spelade tre matcher med Tre Kronor under Rosno Cup som avgjordes mellan den 15 och 18 december samma år. Dessa tre landskamper kom också att bli Pihls sista. Han noterades inte för några poäng, men drog på sig fyra utvisningsminuter.

## Statistik
| 1992–93           | Uppsala AIS          | Division I        | 28  | 2  | 2  | 4  | 22  | —   | —  | —  | —  | —   |
| 1993–94           | Uppsala AIS          | Division I        | 24  | 2  | 0  | 2  | 34  | —   | —  | —  | —  | —   |
| 1994–95           | Uppsala AIS          | Division I        | 28  | 0  | 5  | 5  | 63  | —   | —  | —  | —  | —   |
| 1995–96           | Uppsala AIS          | Division I        | 31  | 5  | 7  | 12 | 36  | —   | —  | —  | —  | —   |
| 1996–97           | Uppsala AIS          | Division I        | 32  | 12 | 11 | 23 | 129 | —   | —  | —  | —  | —   |
| 1997–98           | Mora IK              | Division I        | 17  | 1  | 4  | 5  | 68  | —   | —  | —  | —  | —   |
| 1998–99           | Mora IK              | Division I        | 33  | 6  | 10 | 16 | 46  | 14  | 4  | 0  | 4  | 22  |
| 1999–00           | Modo Hockey          | Elitserien        | 50  | 5  | 7  | 12 | 76  | 13  | 2  | 5  | 7  | 16  |
| 2000–01           | Modo Hockey          | Elitserien        | 48  | 1  | 4  | 5  | 88  | 6   | 2  | 0  | 2  | 45  |
| 2001–02           | Modo Hockey          | Elitserien        | 50  | 5  | 5  | 10 | 113 | 14  | 2  | 4  | 6  | 20  |
| 2002–03           | Linköping HC         | Elitserien        | 48  | 2  | 1  | 3  | 56  | 8   | 1  | 2  | 3  | 6   |
| 2003–04           | Linköping HC         | Elitserien        | 50  | 4  | 2  | 6  | 64  | 5   | 0  | 0  | 0  | 8   |
| 2004–05           | Linköping HC         | Elitserien        | 47  | 3  | 6  | 9  | 81  | 6   | 1  | 0  | 1  | 8   |
| 2005–06           | Linköping HC         | Elitserien        | 46  | 1  | 7  | 8  | 146 | 13  | 2  | 1  | 3  | 49  |
| 2006–07           | EC Red Bull Salzburg | EBEL              | 47  | 6  | 12 | 18 | 96  | —   | —  | —  | —  | —   |
| 2007–08           | Linköping HC         | Elitserien        | 49  | 3  | 7  | 10 | 98  | 9   | 3  | 1  | 4  | 39  |
| 2008–09           | Linköping HC         | Elitserien        | 49  | 5  | 8  | 13 | 108 | 7   | 0  | 0  | 0  | 12  |
| 2009–10           | Linköping HC         | Elitserien        | 42  | 1  | 4  | 5  | 42  | 12  | 1  | 0  | 1  | 32  |
| 2010–11           | Linköping HC         | Elitserien        | 46  | 2  | 1  | 3  | 53  | 7   | 0  | 0  | 0  | 12  |
| Elitserien totalt | Elitserien totalt    | Elitserien totalt | 525 | 32 | 52 | 84 | 925 | 100 | 14 | 13 | 27 | 247 |
| Division I totalt | Division I totalt    | Division I totalt | 193 | 28 | 39 | 67 | 398 | 14  | 4  | 0  | 4  | 22  |
| EBEL totalt       | EBEL totalt          | EBEL totalt       | 47  | 6  | 12 | 18 | 96  | —   | —  | —  | —  | —   |